# Kulajda

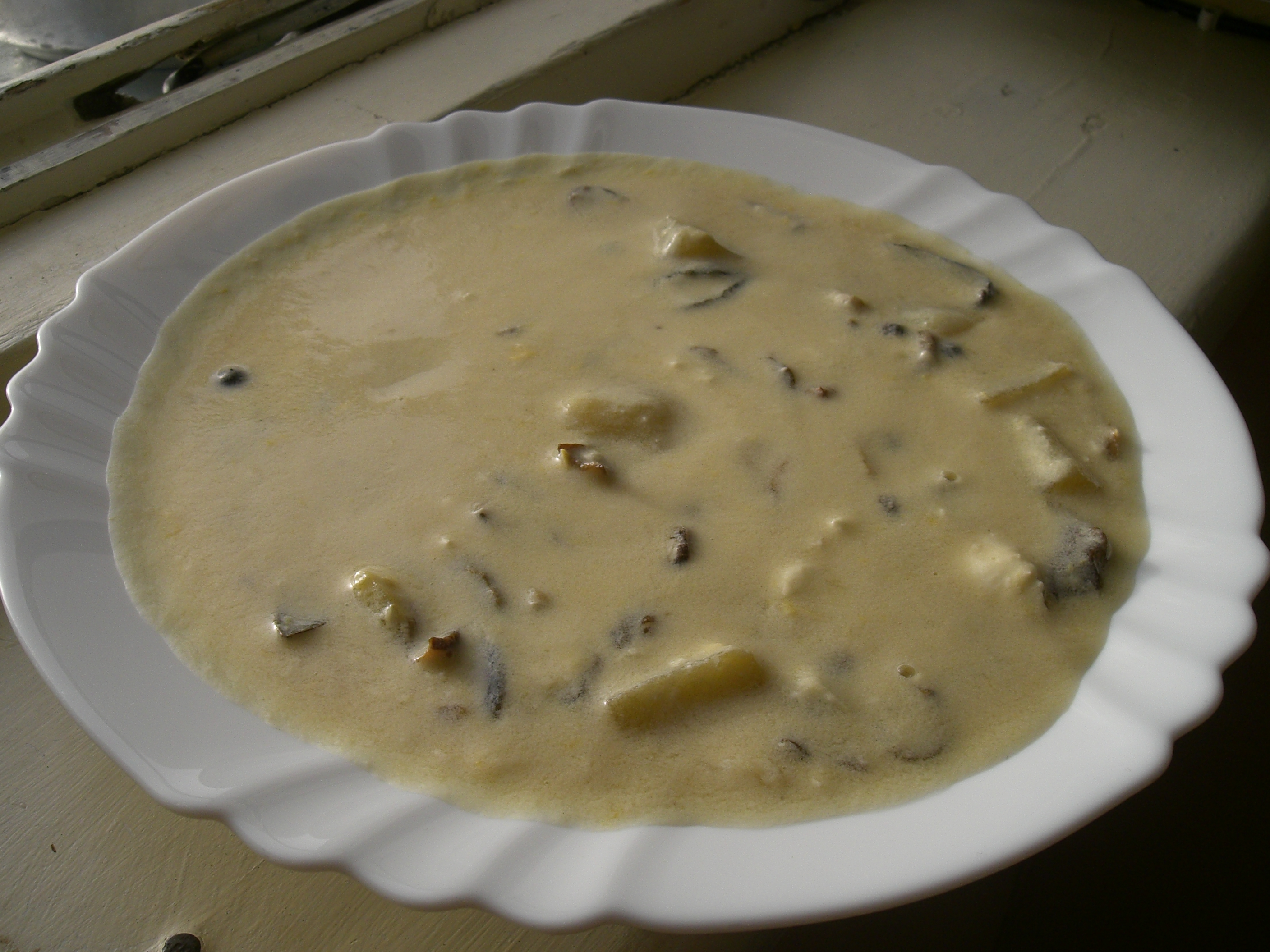
Un plato de 'Kulajda'.

Kulajda es una sopa muy típica de la cocina checa (sopa bohemia con setas). Se elabora con leche agria, puré de patata, setas y aromatizada con eneldo (es por esta razón por la que a veces se denomina como la sopa checa de eneldo). 

## Características
En el restaurante de Praga denominado V Zátiší existe una versión elaborada con leche agria, patatas, eneldo (Anethum graveolens) y huevo duro. Las setas, a veces se emplean champiñones, se trata de un ingrediente importante de esta sopa. La sopa posee una textura cremosa y con toques algo ácidos (debido al uso de vinagre). Es una sopa que se sirve caliente.